# Partido Socialismo e Liberdade (Venezuela)
O Partido Socialismo e Liberdade (PSL, Partido Socialismo y Libertad), antes chamado Unidade Socialista de Esquerda (USI, Unidad Socialista de Izquierda), é um partido trotskista venezuelano, filiado na Unidade Internacional dos Trabalhadores - Quarta Internacional, fundado em 2008 por dirigentes sindicais como como Orlando Chirino, Richard Gallardo, Emilio Bastidas, Miguel Ángel Hernández, José Bodas, Armando Guerra e Simón Rodríguez Porras.